# Liste du patrimoine immobilier classé d'Ohey
Cette page regroupe l'ensemble du patrimoine immobilier classé de la ville belge d'Ohey.
| Objet | Année de construction / Architecte | Adresse               | Section communale | Coordonnées                      | Numéro d’inventaire | Illustration |
| --- | ---------------------------------- | --------------------- | ----------------- | -------------------------------- | ------------------- | --- |
| Ensemble formé par la ferme dite La Rochette |                                    |                       | Évelette          | 50° 24′ 37″ nord, 5° 10′ 29″ est | 92097-CLT-0001-01   | Image manquanteTéléverser |
| La chapelle Saint-Servais et son mobilier et la ferme fortifiée (façade nord et tour de guet ainsi que la toiture de ces deux parties de l'édifice) (M) et ensemble formé par ces bâtiments et les terrains qui l'entourent (S) |                                    |                       | Tahier            | 50° 25′ 36″ nord, 5° 13′ 23″ est | 92097-CLT-0002-01   | La chapelle Saint-Servais et son mobilier et la ferme fortifiée (façade nord et tour de guet ainsi que la toiture de ces deux parties de l'édifice) (M) et ensemble formé par ces bâtiments et les terrains qui l'entourent (S) |
| La chapelle Saint-Hubert (M) et ensemble formé par cette chapelle et ses abords (S) |                                    | Libois                | Évelette          | 50° 24′ 59″ nord, 5° 11′ 50″ est | 92097-CLT-0004-01   | La chapelle Saint-Hubert (M) et ensemble formé par cette chapelle et ses abords (S) |
| Ensemble formé par la ferme de la Vouerie (le corps de logis et les dépendances, y compris les deux tours du XVIIe siècle), la tour de l'ancien château et les terrains environnants |                                    | Libois                | Évelette          | 50° 25′ 15″ nord, 5° 11′ 47″ est | 92097-CLT-0005-01   | Ensemble formé par la ferme de la Vouerie (le corps de logis et les dépendances, y compris les deux tours du XVIIe siècle), la tour de l'ancien château et les terrains environnants                                            |
| Château-ferme de Baya (extérieur, décors intérieurs des vestibules d'entrée, de la salle à manger, du salon, de la cage d'escalier et des chambres à coucher); rue de Baya, n°s 18-19 |                                    | Rue de Baya n°s 18-19 | Goesnes           | 50° 27′ 43″ nord, 5° 12′ 09″ est | 92097-CLT-0006-01   | Image manquanteTéléverser |
| Ferme du Perron (façades et toitures) et chapelle Saint-Pierre, rue du Centre, n°56 à Goesnes (M) et ensemble formé par cette ferme et les terrains environnants (S) |                                    | Rue du Pilori n° 3    | Goesnes           | 50° 26′ 31″ nord, 5° 12′ 59″ est | 92097-CLT-0007-01   | Ferme du Perron (façades et toitures) et chapelle Saint-Pierre, rue du Centre, n°56 à Goesnes (M) et ensemble formé par cette ferme et les terrains environnants (S)                                                            |
| Château d'Hodoumont: château proprement dit, annexes bordant l'avant-cour d'honneur, corps de logis de 1612 de la ferme, grange de 1817 et ses dépendances sur deux flancs (façades et toitures); murs de clôture de la ferme et tourelles d'angle; petit pont au sud-ouest du château, murailles des terrasses sud et de la rampe d'honneur au nord, paires de piliers néoclassiques qui ponctuent plusieurs entrées de chemins ou de pâtures autour du complexe (M) et ensemble formé par ces bâtiments et les terrains environnants (S) |                                    |                       | Jallet            | 50° 26′ 12″ nord, 5° 11′ 56″ est | 92097-CLT-0009-01   | Château d'Hodoumont |
| La chapelle Saint-Hubert |                                    | Libois                | Évelette          | 50° 24′ 59″ nord, 5° 11′ 50″ est | 92097-PEX-0001-01   | La chapelle Saint-Hubert |
| Les stucs du vestibule et du grand salon ainsi que trois plafonds peints du château-ferme de Baya |                                    |                       | Goesnes           | 50° 27′ 43″ nord, 5° 12′ 09″ est | 92097-PEX-0002-01   | Image manquanteTéléverser |
| La chapelle Saint-Pierre à Goesnes |                                    | Rue du Pilori         | Goesnes           | 50° 26′ 32″ nord, 5° 13′ 00″ est | 92097-PEX-0003-01   | Image manquanteTéléverser |
| Le site du château d'Hodoumont et le parc en ce compris la pyramide de pierre, les bassins reliés par l'étroit canal flanqué de deux pyramidions de pierre, la charmille, l'allée de tilleuls axée sur la cour d'honneur, l'allée double de hêtres au sud, l'allée de tilleuls en bordure de la route vers Goesnes |                                    |                       | Jallet            | 50° 26′ 17″ nord, 5° 10′ 58″ est | 92097-PEX-0004-01   | Château d'Hodoumont |